# Лещёв, Анатолий Алексеевич
Анатолий Алексеевич Лещёв (1923—1995) — сержант Советской Армии, участник Великой Отечественной войны, Герой Советского Союза (1945).

## Биография
Анатолий Лещёв родился 23 февраля 1923 года в селе Коршуновка (ныне — Михайловский район Амурской области). Окончил семь классов школы. В 1941 году Лещёв был призван на службу в Рабоче-крестьянскую Красную Армию. С того же года — на фронтах Великой Отечественной войны. К августу 1944 года гвардии сержант Анатолий Лещёв командовал орудием 5-й гвардейской мотострелковой бригады 46-й армии 3-го Украинского фронта. Отличился во время освобождения Одесской области Украинской ССР.
23-24 августа 1944 года расчёт Лещёва, ведя бой в районе села Татарбунары, уничтожил 5 артиллерийских орудий, 10 повозок, а также заставил сдаться около сотни румынских солдат и офицеров. 25 августа 1944 года во время боёв за Измаил расчёт, ведя огонь по баржам на Дунае, вынудил капитулировать находящихся на них солдат и офицеров противника. Во время форсирования Дуная расчёт Лещёва первым переправился через реку.
Указом Президиума Верховного Совета СССР от 24 марта 1945 года за «образцовое выполнение боевых заданий командования на фронте борьбы с немецкими захватчиками и проявленные при этом мужество и героизм» гвардии сержант Анатолий Лещёв был удостоен высокого звания Героя Советского Союза с вручением ордена Ленина и медали «Золотая Звезда» за номером 7952.
В феврале 1946 года Лещёв был демобилизован. Проживал и работал на Дальнем Востоке, в Мурманске, Измаиле. Выйдя на пенсию, жил в Батуми. После распада СССР Лещёв был вынужден уехать в Россию.
Умер от тяжёлой болезни 26 марта 1995 года, похоронен в городе Ливны Орловской области.
Был также награждён орденами Отечественной войны 1-й степени и Красной Звезды, рядом медалей.